# Nico Minoru
Nico Minoru, também brevemente conhecida como Irmã Grimm, é uma personagem fictícia, uma super-heroína que aparece nas revistas em quadrinhos americanas publicadas pela Marvel Comics. Nico Minoru foi criada pelo escritor Brian K. Vaughan e pelo artista Adrian Alphona, e a sua primeira aparição foi em Fugitivos #1 (Julho de 2003). Como todos os membros dos Fugitivos originais, ela é filha de vilões malignos com habilidades especiais; no caso de Nico, bruxos das trevas. Ao descobrir, Nico foge com o resto dos Fugitivos, mas depois descobre que ela herdou a aptidão mágica de seus pais. Sempre que Nico sangra, um poderoso cajado surge de seu peito, permitindo que Nico use magia.
A partir do segundo volume de Fugitivos, Nico se torna a líder de sua equipe de super-heróis. A marca registrada de Nico é seu elaborado e ornamentado guarda-roupa gótico. Nico é uma feiticeira como seus pais e sua bisavó antes dela e pode lançar quase qualquer feitiço imaginável com seu cajado, exceto que ela não pode lançar o mesmo feitiço duas vezes, ou a magia falhará e um efeito aleatório ocorrerá. Nico usa seus talentos para compensar as ações vilanescas dos pais dela e impedir que alguém assuma o lugar do Orgulho no topo do crime organizado em Los Angeles.
A personagem é interpretada por Lyrica Okano na série de televisão do Hulu, Runaways.

## Publicação
Nico Minoru apareceu pela primeira vez em Fugitivos #1 (Julho de 2003) e foi criada por Brian K. Vaughan e Adrian Alphona. No passo original de Brian K. Vaughan para a série, Nico Minoru se chamava Rachel Messina. Seus pais ainda eram mágicos, mas posavam como antiquários ricos; esta história de disfarce foi usada para os pais viajantes do tempo de Gert. A fonte de poder de Nico não era originalmente o cajado de sua mãe, mas o livro de feitiços de Robert Minoru.

## Biografia ficcional da personagem
Todos os anos, os pais de Nico se juntavam a outros cinco casais em um evento de caridade; um ano, Nico e as outras crianças espiaram seus pais. Nico fica chocada ao descobrir que seu pai fala um encantamento, e depois de testemunhar o assassinato de uma menina inocente por seus pais ("o Orgulho"), Nico se junta aos outros para fugir de seus pais. Enquanto fugindo, Nico encontra seus pais. Sua mãe, empunhando uma grande cajado com uma bola no final ("O Cajado do Absoluto"), revela que ela e o pai de Nico são magos das trevas; ela então tenta enfiar o cajado no peito de Nico. O corpo de Nico o absorve. Depois que ela é ferida pelo machado de batalha-Samurai de Dale Yorkes, o cajado re-surge de seu peito, o que leva Nico a usar a frase "Congelar" e congelar Stacey Yorkes. É revelado que Nico é uma bruxa, e que a cajado só emerge quando ela sangra. Algumas vezes depois de fugir, Nico assume o nome de Irmã Grimm para escapar do nome que seus pais lhe deram, mas deixa isso depois de um tempo. Depois que o líder da equipe, Alex, se revela um traidor e é derrotado junto com o Orgulho, Nico é aceita como a líder do grupo.

## Em outras mídias

### Televisão
- Nico Minoru aparece no Universo Cinematográfico Marvel através da série de televisão do Hulu, Runaways, intepretada por Lyrica Okano.[1] Esta versão de Nico se tornou gótica após a morte de sua irmã, Amy Minoru.
- Uma versão de uma realidade alternativa irá aparecer na animação Spider-Man: Freshman Year (2024) com voz de Okano. Nesta versão Nico ira ser colega de classe de Peter Parker na Midtown High School.[8]

### Jogos eletrônicos
- Nico Minoru apareceu como uma personagem jogável no jogo para Facebook, Marvel: Avengers Alliance.[9] Ela é a heroína da recompensa da décima quinta Operação Especial, intitulada "Game On".
- Nico Minoru é jogável no jogo para celular Marvel: Future Fight.[10]
- Nico Minoru aparece em Marvel Strike Force.
- Nico Minoru aparece em Marvel Avengers Academy, dublada por Maya Tuttle.
- Irmã Grimm aparece na DLC Marvel's Women of Power para Pinball FX 2.[11]
- Nico Minoru é jogável no jogo para celular Marvel Puzzle Quest.[12]
- Nico Minoru aparece como um personagem jogável em Lego Marvel Super Heroes 2,[13] como parte do DLC "Runaways".
- Nico Minoru aparece como um personagem jogável em Marvel's Midnight Suns, dublada novamente por Lyrica Okano.[14] Nesta versão ela é um membro titular do Midnight Suns, a quem ela se juntou algum tempo depois que os Runaways se separaram.